# 瓦爾瓦里夫卡 (奧列夫斯克區)
51°12′30″N 27°36′10″E / 51.20833°N 27.60278°E
瓦爾瓦里夫卡（烏克蘭語：Варварівка），是烏克蘭北部的村莊，隸屬日托米爾州的科羅斯滕區。該村始建於1879年，面積1.43平方公里，海拔高度179米，2001年人口936。